# Sospita (pel·lícula)
Sospita (títol original en anglès Suspicion) és una pel·lícula estatunidenca de 1941 dirigida per Alfred Hitchcock i protagonitzada per Cary Grant i Joan Fontaine, que va guanyar l'Oscar a la millor actriu per aquest paper. Es tracta d'un thriller psicològic basat en la novel·la Before the Fact de Francis Iles (pseudònim d'Anthony Berkeley).
El cameo d'Alfred Hitchcock arriba al minut 45 de la pel·lícula: és l'home que diposita una carta a la bústia.

## Argument

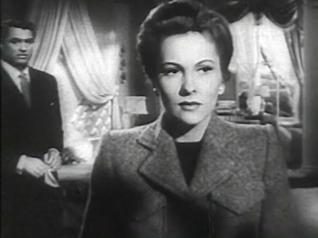
Joan Fontaine i Cary Grant en una escena de la pel·lícula.

Lina, una noia de la classe alta anglesa, coneix en un tren a Johnnie, un tipus simpàtic, atractiu, pocavergonya i irresponsable. S'enamoren, i ell la convenç per escapar-se i casar-se amb ell, malgrat la forta desaprovació seu pare. Després de la seva lluna de mel comencen a viure de manera extravagant, i aviat Lina s'adona que el seu marit està arruïnat i espera viure de la generositat del seu pare. El persuadeix d'aconseguir una feina: treballarà pel seu cosí, el Capità Melbeck.
Però l'atracció de Johnnie pels diners i per les apostes aviat es posa de manifest, i Lina se n'assabenta. Malgrat la seva promesa d'abandonar-ho, Johnnie ha continuat jugant als cavalls, àdhuc ha venut les cadires que els van regalar pel casament. Comença a cometre una sèrie de negocis poc clars que inquieten Lina; ara el seu marit és un misteri per a ella. Repetidament l'agafa en mentides, i descobreix que ha estat acomiadat de la feina per malversació; Melbeck li assegura que no el demandarà si torna els diners.
Un vell amic del seu marit, Beaky, li assegura que Johnnie és un bon home, però sense gaire sort, i li demana que es mantingui fora dels seus negocis. Beaky marxa a París, i el seu amic s'ofereix per acompanyar-lo. Quan es coneix la notícia de la seva mort, Lina sospita que hagi estat el mateix Johnnie el responsable; aquest, en ser interrogat per l'inspector de policia, menteix dient que no s'ha mogut de Londres.
Lina creu fermament que ella serà la propera víctima: les proves cada vegada apunten més en aquesta direcció, i pensa que la vol enverinar per tal quedar-se els diners de la seva assegurança de vida. Decidida a fugir mentre encara és a temps, li diu al seu marit que ha d'anar a visitar la seva mare. Ell insisteix a acompanyar-la amb cotxe i li diu que prendrà una drecera; però condueix molt ràpid i, en una de les fortes corbes de la carretera que voreja la costa, la porta del costat d'ella s'obre i ella queda penjant del cotxe sobre el penya-segat.
Lina crida aterrida en veure que Johnnie allarga la mà cap a ella, i intenta evitar que pugui donar-li una empenta. Aquest, però, l'agafa d'una revolada estirant-la cap dins del cotxe.

## Repartiment
- Cary Grant: Johnnie
- Joan Fontaine: Lina
- Cedric Hardwicke: General McLaidlaw
- Nigel Bruce: Beaky
- Dame May Whitty: Sra. McLaidlaw
- Isabel Jeans: Sra. Newsham
- Heather Angel: Ethel
- Auriol Lee: Isobel Sedbusk
- Reginald Sheffield: Reggie Wetherby
- Leo G. Carroll: Capità Melbeck

## Guardons
La pel·lícual guanyà l'Oscar a la millor actriu per Joan Fontaine, el Premi del New York Film Critics Circle a la millor actriu per Joan Fontaine; i el Premi del Kinema Junpo (Japó) a la millor pel·lícula estrangera per Alfred Hitchcock. Així mateix fou nominada a l'Oscar a la millor pel·lícula i l'Oscar a la millor música per Franz Waxman.